# Hoting
Hoting is een dorp in de gemeente Strömsund in het Zweedse landschap Ångermanland en de provincie Jämtlands län. De plaats heeft 749 inwoners (2005) en een oppervlakte van 128 hectare.
Hoting is een verkeersknooppunt van allerlei kleine M-wegen (zand, split en allerlei ander verhardende materialen als wegdek). Het stationnetje heeft een uitgebreid rangeercomplex, vanwaaruit vroeger het gekapte hout uit de verre omstreken naar de kust werden vervoerd. Tegenwoordig gaat een groot deel per vrachtauto.
Vanuit het noorden komend begin je te merken dat je het onbevolkte Lapland verlaat; de wegen worden drukker, maar nog steeds is toerisme in de wilde natuur een grote bron van inkomsten.

## Verkeer en vervoer
Bij de plaats lopen de Europese weg 45 en Länsväg 346.
De plaats heeft een station aan de spoorlijnen Gällivare - Kristinehamn en Forsmo - Hoting.